# Пайналь

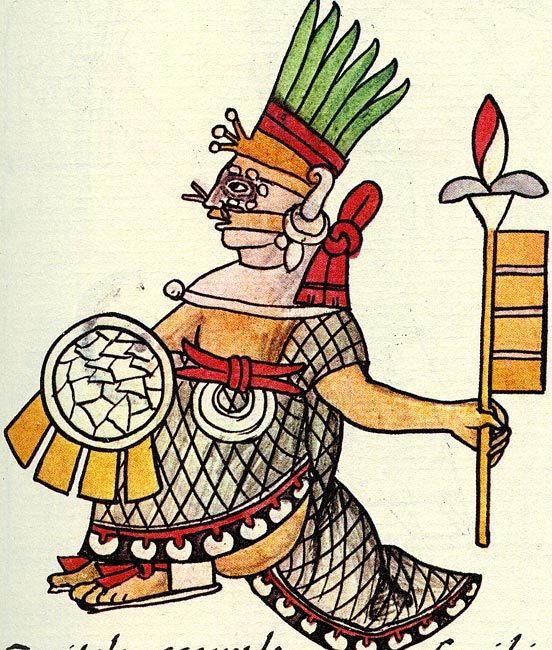
Пайнал во Флорентийском кодексе.

Пайнал, Пайналь (исп. Paynal, Painal или Paynalton) — «Торопливый», «Стремительный». В мифологии ацтеков — посланник или наместник (ixiptla) Уицилопочтли, который временами замещал последнего и выполнял его обязанности (в частности, во плоти — во время празднеств). Саагун называет его старшим капитаном (mayor capitan) Уицилопочтли, обожествлённым после смерти.
Жак Сустель описывает шествие с участием имперсонатора Пайнала, который в свою очередь «замещал» Уицилопочтли, следующим образом:
На заре начиналось великое шествие Пайналя, незначительного бога-посланца, который изображал Уицилопочтли. Процессия двигалась от центра столицы к Тлателолько, оттуда — к деревням побережья, Попотлану и Чапультепеку и далее к окраинам Койоакана. Время от времени процессия останавливалась, и некоторые из жертв расставались с жизнью. Когда Пайналь, описав этот большой круг, вновь появлялся в Теночтитлане и ступал на священную огороженную территорию вокруг храма, раздавался звук раковин, и пленников одного за другим приносили в жертву на камне перед воротами храма Уицилопочтли.Жак Сустель
Более подробное описание шествия (ipaina Huitzilopochtli) дается в книге Макса Харриса «Aztecs, Moors, and Christians: festivals of reconquest in Mexico and Spain». На заре десятого дня месяца Панкецалистли (кульминации торжеств, посвященных Уицилопочтли), жрец-имперсонатор, несущий «маленькое изображение» Пайнала, сделанное из теста, покидал huey teocalli и направлялся на площадку для священной игры в мяч (teotlachco), где приносил в жертву четырёх пленников. После этого в течение двух-четырёх часов имперсонатор Пайнала, сопровождаемый большой толпой, под аккомпанемент барабанов и труб, совершал своего рода «марафонский забег» по Теночтитлану, пробегая под арками, украшенными цветами, перьями и бумажными флажками. Время от времени он останавливался, чтобы принести в жертву очередного пленника. Сделав круг по городу, процессия, наконец, возвращалась обратно в священный квартал, где участники церемониального сражения (другой важной части торжеств) при приближении Пайнала обращались в бегство подобно тому, как Сенцон Уицнауа были обращены в бегство Уицилопочтли. Таким образом, Пайнал воплощал «ужасающую скорость Уицилопочтли», которого «никто не мог схватить, никто не мог взять в плен». В финале торжеств жрец-имперсонатор Пайнала принимал участие в массовом жертвоприношении на Великой Пирамиде.
Во Флорентийском кодексе Пайнал изображён сидящим и держащим в правой руке мозаичный щит из бирюзы, а в левой – флаг, оканчивающийся кремнёвым ножом. Он задрапирован в плащ, напоминающий сеть, который, согласно Кодексу, был сделан из драгоценных перьев колибри, котинги и кетцаля. На груди у него полукруглое белое зеркало, сделанное из раковины. Его лицо покрыто поперечными полосами. Раскраска вокруг глаз – чёрная полумаска с белыми кружками – символизирует звёздное небо. Он мог принимать облик колибри, и собственно говоря, является колибри, чьим голосом говорил Уицилопочтли.